# Testudinoidea
Testudinoidea, або Наземні черепахи — надродина черепах. Поширені по всьому тропічному і помірному поясі (окрім Австралії). Testdinoidea складають приблизно 2/3 усіх видів черепах.

## Родина
- Прісноводні черепахи (Emydidae)
- Азійські прісноводні черепахи (Geoemydidae)
- †Haichemydidae
- †Lindholmemydidae
- Великоголова черепаха (Platysternidae)
- †Sinochelyidae
- Сухопутні черепахи (Testudinidae)